# اندازه کتاب

مقایسهٔ بعضی از اندازه‌های کتاب براساس انجمن کتابخانهٔ آمریکا

اندازه کتاب یا قطع کتاب (به انگلیسی: Book size) همان اندازهٔ درازا و پهنای کتاب است. به عبارت دیگر، قطع کتاب به‌طور کلی اندازهٔ درازا در برابر پهنا (عرض) هر برگ سنجیده می‌شود، یا گاهی اندازهٔ درازا در مقابل پهنا (عرض) جلد یک کتاب است. تعدادی از اصطلاحات به‌طور معمول برای اندازهٔ کلی (عمومی) کتاب‌ها توسط مراکز چاپ و کتابخانه‌ها مورد استفاده قرار می‌گیرند.
دلیل به‌وجود آمدن قطع‌های مختلف برای کتاب، استفادهٔ آسان‌تر یا متناسب با نوع کاربرد هر کتاب بوده‌است؛ برای مثال، کتابی که به‌راحتی بتواند همراه افراد باشد و فضای زیادی اشغال نکند باید مثلاً در قطع جیبی صحافی شود. استفاده از اندازه‌های مختلف در بهبود کار مؤثر خواهد بود.
آلدوس مانوتیوس، از اهالی ونیز، نخستین کسی بود که به نقش و اهمیت قطع کتاب در میزان استفاده از آن پی برد. اندازهٔ ابداعیِ او برای کتاب، هم حمل‌ونقل آن را آسان می‌ساخت و هم هزینه‌های چاپ را کاهش می‌داد. قطع مورد استفادهٔ او «وزیری» بود که جانشین «قطع سلطانی» شد.
امروزه قطع کتاب نشان‌دهندهٔ تعداد دفعات تا شدن کاغذ در چاپخانه نیز هست که منجر به تشکیل ورق‌های کتاب می‌شود. به‌طور مثال، کاغذ دو ورقی با چهار صفحه در قطع رحلی، چهار ورقی با هشت صفحه در قطع وزیری، و هشت‌ورقی با شانزده صفحه در قطع رقعی برابر است.

## قطع کتاب رایج
اکنون رایج‌ترین قطع برای کتاب، در همه‌جا، وزیری است که ابعاد آن از ۱۳×۲۰ تا ۲۰×۲۶ سانتی‌متر متغیر است. قطع کتاب رُقعی با ابعاد ۱۵×۲۲ و قطع جیبی با ابعاد ۱۶٫۵×۱۱ سانتی‌متر از دیگر قطع‌های رایج محسوب می‌شوند. معمولاً در چاپ کتاب‌های هنری و نفیس از قطع رَحلی و برای کتاب‌های کودکان از قطع خشتی استفاده می‌شود. باید توجه داشت ابعاد ذکرشده برای هر قطع، تقریبی است، و در برخی منابع، اندازه‌های متفاوتی ارائه شده‌است.
قطع رحلی دارای اندازه ۲۱×۲۹ است و قطع خشتی می‌تواند در هر اندازه‌ای باشد به شرطی که به شکل مربع باشد. رایج‌ترین شکل قطع خشتی ۲۳×۲۳ می‌باشد.

## برخی قطع‌های رایج
- بازوبندی: ۲×۳ سانتیمتر، بیشتر برای کتاب‌های دعا یا سوره‌ها و آیات قرآنی که در ابعاد بسیار کوچک تهیه می‌شد و با نخ یا چرم به بازو می‌بستند؛
- بغدادی: اندازهٔ دقیق این قطع مشخص نیست، ولی از گفتهٔ رشیدالدین فضل‌الله (۶۴۸؟ -۷۱۸ق)، در وقف‌نامهٔ رَبعِ رشیدی چنین برمی‌آید که ابعادی بزرگ‌تر از نسخه‌های مرسوم داشته‌است؛
- بغلی: این قطع که معادل قطع جیبی بزرگ در روزگار ماست، دارای طول و عرض تقریبی ۷×۵ سانتی‌متر بوده‌است؛
- بیاض یا بیاضی: از جانب طول آن باز و بسته می‌شده و شیرازه‌بندی آن از طرف عرضِ اوراق بوده که درمیان نسخه‌نویسان و کتاب‌سازان به بیاض شهرت داشته‌است. قطع بیاضی منسوب است و مخصوص به بیاض‌ها که بیشتر کتب ادعیه، زیارات و مجموعه‌های ادبی (که به خواستِ اشخاص فراهم می‌آمده) به هیئت مذکور صحافی و جلد می‌شده‌است؛
- جانمازی: با ابعاد ۷×۱۲ سانتیمتر که معمولاً برای قرآن و کتاب‌های دعا به‌کار می‌رفته‌است؛
- جیبی: این قطع که در گذشته به قطع «بغلی» شهرت داشته‌است دارای طول و عرض تقریبیِ ۷×۵ سانتی‌متر است؛
- حمایلی: قطعی بوده‌است به طول و عرض ۱۲×۶ سانتیمتر. وجه تسمیهٔ این قطع به «حمایلی» این است که نسخه‌هایی را که در قطع مزبور بوده‌است به‌صورت حمایل روی لباس زیرین می‌آویخته‌اند؛
- خشتی:از کهن‌ترین قطع‌های نسخه‌های خطی است به طول و عرض همسان و برابر، به‌شکل مربع، که طول و عرض آن مساوی است و در سده‌های نخستِ تمدن اسلامی بسیار رایج بوده‌است. هم‌اکنون اغلب برای کتاب‌های کودکان استفاده می‌شود؛
- رحلی:[۵] در ابعادِ بیش از ۲۵×۳۵ سانتیمتر که به انواع کوچک، متوسط، و بزرگ تقسیم می‌شود. این قطع را به این جهت «رحلی» می‌گویند که هنگام خواندن کتابِ دارای قطع رحلی، آن را بر روی چهارپایهٔ چوبی — یعنی رحل — قرار می‌داده‌اند. قطع مزبور دارای اندازه‌های تقریبیِ زیر است:
  - رحلی کوچک: طول ۴۲، عرض ۲۷ سانتی‌متر،
  - رحلی متوسط: طول ۵۰، عرض ۳۰ سانتی‌متر،
  - رحلی بزرگ: طول ۶۰، عرض ۳۰ سانتی‌متر. عموماً نسخه‌های کتاب‌هایی چون قرآن مجید، مثنوی مولوی، شاهنامهٔ فردوسی که در مجالس و محافل قرائت و خوانده می‌شده، در این قطع بوده‌است.
- رقعی: در اندازهٔ ۱۴×۲۲ سانتیمتر و مطابق نظر دیگر اندازهٔ قطعی است به طول و عرض تقریبیِ ۱۹×۱۰ سانتی‌متر؛
- سلطانی یا تیموری: با ابعاد ۳۰×۴۰ سانتیمتر. بیشتر نسخه‌های نفیسی را که برای شاهان و شاهزادگان در دورهٔ تیموریان (۷۷۱–۹۱۱ق)، استنساخ می‌شد، در این قطع می‌ساختند. نمونهٔ مشهور آن شاهنامهٔ بایسنقری موجود در کاخ گلستان تهران است که ابعاد تقریبیِ آن همین اندازه است. این قطع در اواخر عصر مغولان و اوایل عهد تیموریان، برای کتاب‌های خطی در ایران رواج یافت که به این جهت آن را قطع تیموری نیز می‌گویند. طول و عرض تقریبیِ آن ۴۰×۳۰ سانتیمتر است؛
- طومار: اتصال اوراق کتاب به‌گونه‌ای که به‌شکل لوله درآید. معمولاً در تهیهٔ طومارها از کاغذهایی با عرضِ کم استفاده می‌شد؛ هرچند که طول آنها بسیار متغیر بوده‌است. برای نگهداری طومار، اغلب محفظه‌ای به همان شکل می‌ساختند؛
- نیم‌ربعی: با ابعاد ۱۰×۱۸ یا ۹×۱۷ سانتیمتر؛
- نیم‌ورقی: ۲۲×۳۴ سانتیمتر که در ابعاد دیگری هم وجود دارد؛[۵]
- وزیری: در گذشته دارای سه اندازهٔ کوچک (به طول و عرض تقریبیِ ۲۱×۱۵ سانتیمتر)، متوسط (۲۴×۱۶) و بزرگ (۳۰×۲۰) بوده‌است.

### قطع‌های متداول صنعت چاپ
| قطع کتاب   | اندازه (میلی‌متر) |
| رقعی       | ۱۴۱ × ۲۱۲        |
| وزیری      | ۱۶۵ × ۲۳۵        |
| وزیری جدید | ۱۶۵ × ۲۱۲        |
| پالتویی    | ۱۲۵ × ۲۰۰        |
| رحلی       | ۲۱۰ × ۲۸۰        |
| خشتی       | ۲۲۰ × ۲۲۰        |
| جیبی       | ۱۱۵ × ۱۶۵        |

اندازه‌های فوق بعد از برش کاغذ هستند. اندازهٔ پیش از برش ۵ میلی‌متر بیشتر از اندازه‌های جدول است.